# Скоро весна
«Скоро весна» — кінофільм режисера Віри Сторожевої, що вийшов на екрани в 2009 році.

## Зміст
Дія картини розгортається в маленькому сільському світі, далеко від суєти міст. Невеликим господарством заправляє матушка Катерина. Вона виховує дівчину Олю, яку взяла з притулку. Так само на хуторі мешкає декілька людей з непростою долею. Приїзд Паші кардинально змінює хід життя Олі та оточуючих. Хлопець не по роках нахабний, але попереду його чекає випробування тяжкою хворобою, перемогти яку йому допоможе тільки щира любов.

## Ролі
| Актор             | Роль |
| ----------------- | ---- |
| Ксенія Кутепова   | -    |
| Сергій Пускепаліс | -    |
| Ольга Попова      | -    |
| Євген Князєв      | -    |
| Наталія Тетенова  | -    |
| Ольга Иволгина    | -    |
| Марія Букніс      | -    |
| Яніна Когут       | -    |
| Станіслав Лісовий | -    |
| Олександр Наумов  | -    |

## Знімальна група
- Режисер — Віра Сторожева
- Сценарист — Ірина Васильєва
- Продюсер — Віра Сторожева, Анна Попова
- Композитор — Ілля Шипілов